# Jacob Broom
Pour les articles homonymes, voir Broom.
Jacob Broom, né le 17 octobre 1752 et mort le 25 avril 1810, est un homme politique américain. Il est l'un des Pères fondateurs des États-Unis en tant que signataire de la Constitution des États-Unis en tant que délégué du Delaware.
Il était le père du membre du Congrès James M. Broom et grand-père du membre du Congrès Jacob Broom.